# مكافحة التجنيد
مكافحة التجنيد (بالإنجليزية: Counter-recruitment)‏ مصطلح يشير إلى الحركة المناهضة للتجنيد العسكري في بعض أشكاله أو جميعها. من بين الأساليب المتّبعة في مكافحة التجنيد البحث العلمي والتوعية والدعوة السياسية والعمل المباشر. تأتي أغلب هذه الأنشطة ردًا على التجنيد من قِبل القوات المسلحة الحكومية، لكنها قد تستهدف أيضًا وكالات الاستخبارات، والشركات العسكرية الخاصة، والجماعات المسلحة غير الحكومية.

## عرض الأسباب المنطقية
قد يستند الأساس المنطقي لأنشطة مكافحة التجنيد إلى أيٍّ من الأسباب التالية:
- الرأي القائل بأن الحرب غير أخلاقية ـ انظر السلامية.
- الرأي القائل بأن بعض أو كل المنظمات العسكرية هي محضُ أداةٍ للإمبريالية - انظر معاداة الإمبريالية.
- أدلة من أستراليا وكندا وفرنسا والمملكة المتحدة والولايات المتحدة تثبت أن السلوكيات التعسفية مثل التنمر والعنصرية والتحيز الجنسي والعنف الجنسي ورهاب المثلية هي سلوكيات شائعة في المنظمات العسكرية - انظر المرأة في الخدمة العسكرية، التوجه الجنسي والخدمة العسكرية.[1][2][3][4][5][6][7][8]
- أدلة من المملكة المتحدة والولايات المتحدة تثبت أن التدريب والخدمة العسكرية يؤديان لارتفاع معدلات مشاكل الصحة النفسية والمشاكل السلوكية مقارنةً بالمعدلات المنتشرة عادةً بين المدنيين، بالأخص بعد انفكاك الأفراد العسكريين من خدمة القوات المسلحة.[9][10][11][12][13][14][15][16][17][18][19]
- أدلة من ألمانيا وإسرائيل والمملكة المتحدة والولايات المتحدة وأماكن أخرى تفيد أن الممارسات العسكرية تخفف من بشاعة الحرب، وتمجّد دور الموارد البشرية العسكرية، وتعمل على تعتيم المخاطر والالتزامات المترتبة على الوظيفة العسكرية، ومن ثم تضليل المجندين المحتملين، لاسيما المراهقين ممّن ينتمون إلى خلفيات محرومة اجتماعيًا واقتصاديًا.[20][21][22][23][24][25][26][27][28][29]
- أدلة من ألمانيا والمملكة المتحدة والولايات المتحدة وأماكن أخرى بأن القائمين بالتجنيد يستهدفون ويستغلون الوضع غير المستقر للشباب المحرومين اجتماعيًا واقتصاديًا كمجندين محتملين، في ظاهرة تسمى أحيانًا تجنيد الفقر.[30][31][32][33]
- حقيقة أن الخدمة العسكرية تعلّق بعض الحقوق والحريات الأساسية (مثل حرية التنظيم وحرية التعبير) وتبتكر جرائم جديدة مع عقوبات صارمة مثل الفرار أو الغياب بدون إذن (إيه دبليو أو إم) (انظر، على سبيل المثال، الجرائم المرتكبة ضد القانون العسكري في المملكة المتحدة).
- حقيقة أن بعض القوات المسلحة تعتمد على الفتية الذين تتراوح أعمارهم بين 16 و17 عامًا لملء صفوفها، وتظهر الأدلة من أستراليا وإسرائيل والمملكة المتحدة والحقبة الفيتنامية في الولايات المتحدة أنه من المرجح أن يتضرر هؤلاء المجندون الأصغر سنًا بشكل أكبر جرّاء متطلبات ومخاطر الحياة العسكرية.[34][35][36][37][38][39][40][41][42]

يدافع الناطقون باسم القوات المسلحة عن الوضع الراهن باللجوء إلى ما يلي:
- الرأي القائل بأن المنظمات العسكرية تؤمن خدمة عامة قيّمة.
- الدليل المتناقل بأن الخدمة العسكرية تفيد الشباب.[43]
- الرأي القائل بأن حماية المجندين من الضرر من واجب سياسات الرعاية.[44]

## الأنشطة
أمثلة حول أنشطة مكافحة التجنيد:
- بحث وتحليل ممارسات التجنيد العسكري وآثار ونتائج الخدمة العسكرية.[45]
- الدعوة القانونية (الرامية إلى تغيير التشريعات) والدعوة السياسية (الرامية إلى تغيير السياسة) لتنظيم أو الحد من نطاق التجنيد العسكري.
- التوعية الهادفة لرفع حالة الوعي والانتباه لممارسات التجنيد العسكري وانعكاسات التدريب والخدمة العسكرية.[46][47][48]
- تقديم المعلومات إلى المجندين المحتملين حول مخاطر والتزامات التجنيد، أو إحباط الحث على التجنيد.[49][50][51]
- هجاء تمجيد البروباغندا الترويجية للأفراد العسكريين والسخرية من الموضوع.[52]